# カレンティーノ
カレンティーノ（伊: Carentino）は、イタリア共和国ピエモンテ州アレッサンドリア県にある、人口約300人の基礎自治体（コムーネ）。

## 地理

### 位置・広がり
| 隣接するコムーネは以下の通り。括弧内のATはアスティ県所属を示す。 - ベルガマスコ - ボルゴラット・アレッサンドリーノ - ブルーノ (AT) - フラスカーロ - ガマレーロ - モンバルッツォ (AT) - オヴィーリオ |

### 地震分類
イタリアの地震リスク階級 (it) では、4 に分類される
。